# Distretto di Cahora-Bassa
Il distretto di Cahora-Bassa è un distretto del Mozambico, facente parte della Provincia di Tete.